# 葛木戸主
葛木 戸主（かずらき の へぬし、生没年不詳）は、奈良時代の貴族。姓は連のち宿禰。官位は正五位下・坤宮大忠。和気広虫の夫。

## 出自
天武天皇12年（683年）9月23日に、葛城直氏が連姓を賜っているため、葛城国造氏の末裔であると考えられる。

## 経歴
奈良時代前半（神亀2年（728年）~天平11年（739年頃）に平城京左京三条二坊八坪二条大路濠状遺構から発見された木簡には、無姓の「葛城戸主」という人物が食料を支給されたか任務の配置についたと読み取れる記述がなされているが、これが「葛木連（宿禰）戸主」と同一人物かは不明。
聖武朝の天平17年（745年）4月、中宮職解に、正六位下・中宮少進として署名している。同19年（747年）正月、正六位下から外従五位下に昇叙。
孝謙朝の天平勝宝元年（749年）、皇后宮職が紫微中台に改編されると、出雲屋麻呂・中臣丸張弓・吉田兄人とともに紫微少忠となり、引き続き光明皇太后に仕えている。翌2年（750年）従五位下。同4年（752年）11月にも紫微少忠・従五位下として奉請論疏目録に自署し、同5年（753年）4月、従五位上に出世する。この時の昇叙には、同月の光明皇太后の「寝膳（寝食）安からず」（健康状態の不調）といった状態と関係があるものと推定される。
同8歳（756年）6月、孝謙天皇の東大寺への宮宅田園施入勅、東大寺献物帳、東大寺献薬帳、同年7月法隆寺献物帳にそれぞれ従五位上・紫微少忠として署する。同年7月東大寺献物帳には、更に兼常陸員外介ともある。同年10月、双倉（ならびくら）雑物出用帳には「竪子」と署しており、姓は宿禰とある。
同年12月、孝謙天皇の勅により京中の孤児を集め、衣糧を給い、養わしめたが、男9人、女1人が成人したので、葛木連姓を賜り、自己の戸に付さしめ、親子の関係とした。この時も紫微少忠・従五位上で、姓は連。なお、妻の和気広虫が藤原仲麻呂の乱後に棄子を収集して83人を養子とし、葛木首の氏姓を賜ったともいうのは、広虫が夫の戸主の先例にならったものとも思われる。
同9歳（757年）正月、正双倉北雑物出用帳に署している。この時、姓は宿禰とあるとある。同年、造東大寺司沙金奉請文に「竪子」と署し、姓は連となっている。改元した天平宝字元年、藤原千尋・百済王元忠・阿倍嶋麻呂・粟田奈勢麻呂・大伴犬養・中臣浄麻呂・石川名人・勤東人とともに正五位下に叙せられた。この時の姓は宿禰とある。同2年（758年）9月、坤宮下官として阿刀曹官あてに、大般若経十四巻を奉写せんとの状を上っている。これにより、同年10月より11月にかけて、大般若経を書写させたが、「葛木大夫」と称されている。同年12月にも双倉北雑物出用帳に「竪子」と署し、姓は宿禰。同3年（759年）3月、施薬院に、既に院裏になく、買い入れることも不可能であるという理由で、桂心100斤を請求している。同月から4月にかけて、さらに同年12月にも雑物出用帳に「坤宮大忠」として署し、姓は宿禰。同年から翌4年（760年）に、造金堂所に、銭420貫文を施入し、同6年（762年）造石山院所に銭1,036文を施入している。以降の記録に登場せず、かわりに妻の和気広虫の名前があがっているため、この頃になくなったものと思われる。

## 官歴
注記のないものは『続日本紀』による
- 天平17年（745年）4月：見正六位下・中宮少進
- 天平19年（747年）正月20日：外従五位下
- 天平勝宝元年（749年）8月10日：紫微少忠
- 天平勝宝2年（750年）8月5日：従五位下
- 天平勝宝5年（753年）4月28日：従五位上
- 天平勝宝8歳（756年）7月：兼常陸員外介（『大日本古文書』より）。10月：見宿禰姓（『大日本古文書』より）。12月16日：見連姓
- 天平勝宝9歳（757年）正月：見宿禰姓（『大日本古文書』より）。月日不明：連姓（『大日本古文書』より）。天平宝字元年5月20日：正五位下・宿禰姓
- 天平宝字2年（758年）9月：坤宮下官（『大日本古文書』より）
- 天平宝字3年（759年）3月：見坤宮大忠（『大日本古文書』より）